# Grundstücksmarkt und Grundstückswert
Grundstücksmarkt und Grundstückswert, Zeitschrift für Immobilienwirtschaft, Bodenpolitik und Wertermittlung (GuG) ist eine Fachzeitschrift für den Immobilienmarkt. Der erste Jahrgang der GuG erschien 1990. 
Herausgeber sind Daniela Schaper und Wolfgang Kleiber vom Werner-Verlag. Die GuG erscheint zweimonatlich unter der ISSN 0938-0175.